# 1-برومو البوتان
1-برومو البوتان هو مركب كيميائي عضوي له الصيغة C4H9Br، وهو سائل عديم اللون غير قابل للذوبان في الماء، ولكن قابل للذوبان في الإيثانول وثنائي إيثيل الإيثر. يستخدم في إنتاج الأصباغ والعطور.